# Genthin
Genthin est une ville allemande située en Saxe-Anhalt, dans l'Arrondissement du Pays-de-Jerichow.

## Géographie
Genthin se trouve à l'est de l'Elbe, entre Berlin et Magdebourg, au bord du canal Elbe-Havel. Elle comprend plusieurs villages qui dépendent de la commune, comme Altenplathow, Fienerode, Gladau (avec Dretzel et Schattberge), Hüttermühle, Paplitz (avec Gehlsdorf), Parchen, Tucheim (avec Ringelsdorf, Holtzhaus, Wülpen), Wiechenberg, et les quartiers de Genthin-Wald, Hagen, Mollenberg, Mützel.

## Histoire
| Appartenances historiques Principauté archiépiscopale de Magdebourg 1180-1680 Royaume de Prusse (Duché de Magdebourg) 1680–1807 Royaume de Westphalie 1807–1813 Royaume de Prusse (Province de Saxe) 1815–1871 Empire allemand 1871–1918 République de Weimar 1918–1933 Reich allemand 1933–1945 Allemagne occupée 1945–1949 République démocratique allemande 1949–1990 Allemagne 1990–présent |

## Personnalités
- Bernd Dittert, cycliste
- Edlef Köppen, écrivain
- Walter Model, maréchal